# 第1回女子オールスター競輪
第1回女子オールスター競輪は、2025年8月8日～10日まで、宇都宮競輪場にて行われたガールズケイリンの新設されたGI競走である。優勝賞金は880万円（副賞含む）。

## レースプログラム
三日間とも、敗者戦も含めて全て後半6レースで行われた。
初日に予選6レース、2日目に準決勝3レース、最終日に決勝戦が行われた。初日の予選については、最終12レースをファン投票上位のレーサーが出走する優秀競走（シードレース）「ガールズドリームレース2025」として行い、同レースの出場者7名は失格にならない限り全員が翌日の準決勝に進出出来ることになっている。
なお、前半にはアンダーカードとして通常のガールズケイリンのFII戦トーナメントが2つ（2レース×2グループ）に加えて、前年までは記念競輪の最終日で行なわれていた競輪ルーキーシリーズ2025 プラス（本格デビュー前に実施された新人戦「競輪ルーキーシリーズ2025」の成績上位のうち男子14名・女子7名が参加）が移行して組み込まれている。最終日は最終第12レースに女子オールスター、第5・6レースにアンダーカード2つ、第3・4レースに「競輪ルーキーシリーズ2025 プラス」の決勝戦が行われたため、1日に5つの決勝戦が行われた。
今大会は、アンダーカードも含めて3日間全てのレースが先頭固定競走（インターナショナル）で行われた。
| 優秀 | 8（金）                | 9（土） | 10（日） |
| ---- | ---------------------- | ------- | -------- |
| 7R   | 予選                   | 選抜    | 選抜     |
| 8R   | 予選                   | 選抜    | 選抜     |
| 9R   | 予選                   | 選抜    | 選抜     |
| 10R  | 予選                   | 準決勝  | 特選     |
| 11R  | 予選                   | 準決勝  | 特選     |
| 12R  | ガールズドリームレース | 準決勝  | 決勝     |

## 決勝戦

### 競走成績
- 8月10日（日）第12レース[5]
- 誘導員…阿久津修（岐阜）[6]

| 着 | 番 | 選手名   | 齢 | 府県   | 期別 | 班 | 着差     | 上り | 決ま り手 | S/J H/B | 個人 状況            |
| -- | -- | -------- | -- | ------ | ---- | -- | -------- | ---- | --------- | ------- | -------------------- |
| 1  | 1  | 佐藤水菜 | 26 | 神奈川 | 114  | L1 |          | 14.2 | 捲り      |         |                      |
| 2  | 7  | 久米詩   | 25 | 静岡   | 116  | L1 | 5車身    | 14.6 | 差し      | S       |                      |
| 3  | 3  | 柳原真緒 | 28 | 福井   | 114  | L1 | 1/2車身  | 14.7 |           |         |                      |
|    |    |          |    |        |      |    |          |      |           |         |                      |
| 4  | 5  | 仲澤春香 | 24 | 福井   | 126  | L1 | 1/4車輪  | 14.6 |           | H       | 重注（外帯線内進入） |
| 5  | 2  | 小林莉子 | 32 | 東京   | 102  | L1 | 1車身    | 14.6 |           |         |                      |
| 6  | 4  | 児玉碧衣 | 30 | 福岡   | 108  | L1 | 1/8車輪  | 14.9 |           | B       |                      |
| 7  | 6  | 太田美穂 | 29 | 三重   | 112  | L1 | 1/42車輪 | 14.5 |           |         |                      |

### 配当金額
|  | 【未発売】 |

| 1=7 | 320円   | (4)  |
| 1=3 | 520円   | (6)  |
| 3=7 | 1,850円 | (18) |

|  | 【未発売】 |

| 1=7 | 850円 | (4) |

| 1=3=7 | 2,730円 | (11) |

| 1-7 | 820円 | (4) |

| 1-7-3 | 6,400円 | (22) |

### レース概略
スタートは久米が取る。太田が車を上げ3コーナーで太田が先頭に立ち、久米は車を下げ2センターで先頭は太田に入れ替わる。赤板は太田 - 久米 - 柳原 - 佐藤 - 小林 - 児玉の順で通過するが、3番手外を並走していたため浮いてしまった仲澤は入る場所がなく2〜3番手あたりで外を並走。打鐘が入り3コーナーあたりで児玉が追い上げ仲澤の後ろに付く。内を太田 - 久米、外を仲澤 - 児玉が並走する形でほぼ同時にHSを通過。最終1コーナーで仲澤が先頭に立つも、2コーナーで児玉が交わし、その後ろを久米が追走。佐藤は6番手となったが1センターから発進、一気に加速して追走する小林を振り切る。最終BSは児玉が先頭で通過もその直後に外から佐藤が追い抜き、3コーナー手前で先頭に立つ。そこからは佐藤の一人旅で、最終的に男子並みの14秒2という驚異的な上がりタイム、そして2着の久米に5車身をつける圧勝であった。

## 特記事項
- 宇都宮でのGI開催は、稲川翔が制覇した2014年の第65回高松宮記念杯競輪以来11年ぶり（次回は佐世保で開催される）。なお、500mバンクでのGI開催は2023年2月の第38回読売新聞社杯全日本選抜競輪（高知）以来2年ぶり（同年から開始されているガールズケイリンのGIとしては初開催となる）。

- 今大会のキャッチフレーズは、「ブッちぎるのは、このアタシ」。ポスタービジュアルには、『リンカイ!』のキャラクターであり、今回開催された宇都宮競輪場をホームバンクとする宇都宮 鳴（うつのみや めい）が掲載されている。今回は、レース開始前のアイキャッチにも使われていた。また、今大会の開催期間中は『リンカイ!』の特設ブースが設けられた。

- 期間中の昼間には、小倉にて「第14回大阪・関西万博協賛競輪・第19回吉岡稔真カップ争奪戦」（GIII）を実施。小倉はグレードレースとしては単独開催となった最終日を除いて、最終レース（15時30分発走）と宇都宮の第1レース（15時40分発走）をリレーさせる方式を取った。

- 今回も多くのイベント・ファンサービスが組まれていた[10]。

- 初日の開会式では、選手宣誓を地元・栃木の荒牧聖未が行った。このほか、ファン投票1位となった児玉碧衣がスピーチを、同日に行われたガールズドリームレースに出走した7名に対しては『ベストセブン表彰』としてJKAより記念のメダルが贈呈された[10][11]。

- 今回、宇都宮競輪場では、4コーナー付近に特設ブース「地元応援団スペース」を設営[注 5]。地元・栃木の選手が出走するレースではここからも声援を送れるようにした[3]。

- ガールズドリームレースの表彰式での花束贈呈は元選手の高木真備が、決勝戦の選手呼び込みと表彰式での花束贈呈は俳優の手越祐也が務めた。

- シリーズ全体の売上目標は33億円[12]だったが、シリーズ3日間全体の総売上は34億8344万5400円[13]で、目標を上回った。なお、各日ごとの入場者数と売上額は、初日入場3,255人・売上10億9377万100円[14]、2日目入場4,091人・売上10億5799万5400円[15]、最終日入場6,448人・売上13億3167万9900円[16]。また、女子オールスター決勝戦の売上は4億1279万0000円だった。

### 放送関係
- BS放送では、BS日テレ[注 6]にて最終日の19:59 - 20:54[注 7]に『私の推しで乾杯！！ ～第1回女子オールスター競輪（GI）決勝戦～』にて決勝戦の生中継が放映された[17][18][注 8]。司会は武井壮、ゲストはオダウエダ、宇都宮現地からの解説は高木真備、実況は加奈山翔（立川・弥彦実況アナ）。なお、レース映像はCS中継を制作したトータリゼータエンジニアリング株式会社のものを使用。また、BS日テレでナイター競輪が中継されたのは2019年の第15回サマーナイトフェスティバル[注 9]の決勝戦を中継して以来6年ぶりとなった。

### 競走データ
- 6月23日に出場選手（正選手42名・補欠3名）が決定となった[19]。なお、ファン投票5位であった日野未来は発表直前だった20日に引退を発表し[20]、引退の手続き中であったため（26日に登録消除）選考から除外され、8位であった河内桜雪が7位に繰り上がり、初日は特別選抜予選扱いのガールズドリームレースに出走している[21]。また、日野は最終日の10日に宇都宮本場でトークショーを行った。なお、初日の12Rに行われたガールズドリームレースの想定番組については、開催3日前の5日に発表された[22]。

- ファン投票第1位は、児玉碧衣（9年連続9回目）[23]。

- 太田瑛美の負傷欠場[注 10]により、補欠順位1位の畠山ひすいが繰り上げ出場した。また、準決勝10Rの落車の影響[注 11]により、最終日のみ杉沢毛伊子・渡部遥・中島瞳が補充で出走している。

- 選手入場曲は、競輪ルーキーシリーズ2025 プラスの男子は『新星』（佐藤直紀楽曲・FI・FII用の曲）・ガールズは全レース『FLY』（ALLY&DIAZ feat.MINMI&SATOSHI from 山嵐）。なお、ファンファーレは男子はFI・FII用、ガールズは全レース特別競輪用が使われた（女子オールスター決勝戦のみ決勝戦用）。

- 準決勝戦3着3名のうち、決勝戦に勝ち上がったのは、初日のガールズドリームレース3着の久米詩。また、今回がGI初優出となったのは、太田美穂。

- 前年大会[注 12]の決勝戦にも出場していたのは、佐藤水菜と児玉碧衣と久米詩の3人。

- アンダーカード2グループの優勝者は、（B[注 1]／第5レース）當銘沙恵美、（A[注 1]／第6レース）小坂知子。

- 佐藤水菜が2年連続の完全優勝。佐藤は、前年の第2回競輪祭女子王座戦、本年4月の第3回オールガールズクラシック、6月の第3回パールカップに続き、GI4連覇を達成した。男女を含めてGI4連覇は、史上初の快挙となった。また、佐藤はこれでガールズケイリンGI4タイトルを全て制覇し女子選手として初のグランドスラムを達成、さらに2月の第40回読売新聞社杯全日本選抜競輪で達成した脇本雄太に続いて女子選手として初のグランプリスラムも達成した。レース後はバンク内で競輪学校同期の114期生たちから祝福の胴上げをされた[24]。